# مارغريت الأولى، كونتيسة بورغندي
مارغريت الأولى (بالفرنسية: Marguerite de France)‏ (1310 - 9 مايو 1382) هي كونتيسة بورغندي وأرتوا منذ عام 1361 حتى وفاته، وأيضا كانت كونتيسة فلاندرز ونيفير وريثل القرينة بزواجها من لويس الأول، كونت فلاندرز، خلفها أبنها الوحيد لويس.